# Aeschrostoma
Aeschrostoma là một chi bướm đêm thuộc họ Geometridae.